# Banc (Bertholène)
Banc ist ein Ortsteil der Gemeinde Bertholène im Arrondissement Rodez.

## Geographie
Banc ist ein Ortsteil von Bertholène, rund 4 km nördlich vom Hauptort und liegt im Arrondissement Rodez.

## Geschichte
Banc geht auf eine mittelalterliche Siedlung zurück. Der alte Name lautet Vanc, was so viel wie „hoher Stein“ hieß.
Der Ort erhielt Anfang des 20. Jahrhunderts einen Eisenbahnanschluss durch die ligne de Bertholène à Espalion, die jedoch bereits am 5. Dezember 1938 wieder für Passagierverkehr und am 27. September 1989 endgültig geschlossen wurde. In den 1990ern wurde die Bahnlinie abgebaut und die Grundstücke verkauft. Die Anlieger-Gemeinden bildeten eine SIVU, erwarben die Trasse und schufen einen Sentier d'écotourisme (Ökotourismus-Wanderweg) für Fußgänger und Radfahrer.

## Kulturdenkmäler
- Die Èglise Saint Roch de Banc, eine vom Templerorden im Mittelalter errichtete gotische Kirche.[2]
- Croix de Banc, ein altes Steinkreuz am Ortseingang